# Thalcshum

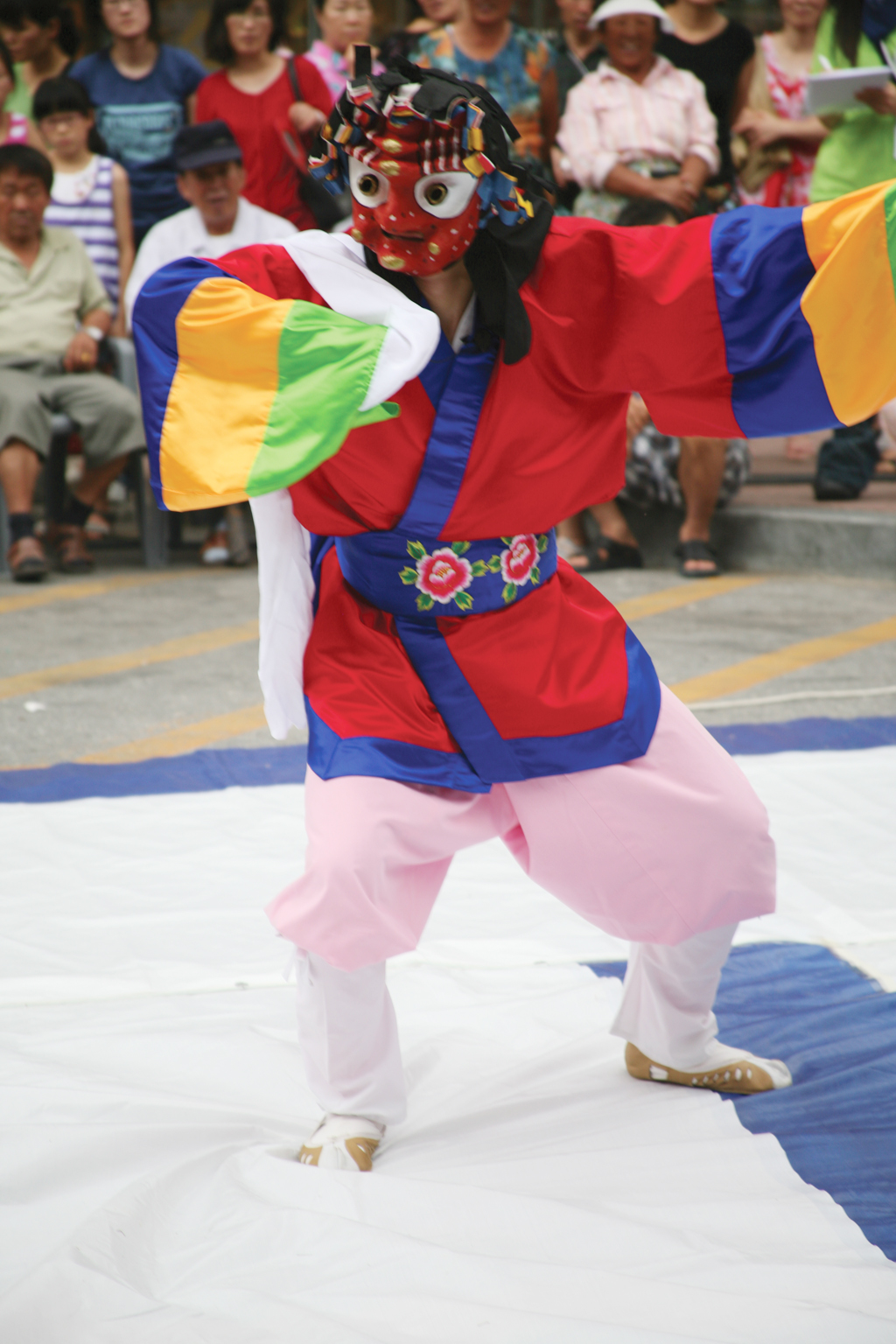
, azaz „vén agglegény” maszk, melyet a Pongszan thalcshum (Bongsan talchum)ban használnak

A thalcshum (hangul: 탈춤, RR: talchum) a koreai maszkos táncok összefoglaló neve. Eredetükre számos elmélet létezik. A koreai maszkos táncok régiónként változóak, számos maszkváltozattal, tánccal és kísérő zenével. Dél-Koreában a talcshum (talchum) táncok a kulturális örökségvédelmi program részei, fontos szellemi kulturális örökség besorolást kaptak.

## Elnevezései
A thalcshum (talchum) név eredetileg a Hvanghe (Hwanghae) tartománybeli maszkos táncokat jelölte, később azonban összefoglaló névvé vált. Az egyes regionális táncoknak megvan a saját elnevezése: a szöuli és a Kjonggi tartománybeli táncoké szande nori (sandae nori) (산대놀이), Dél-Kjongszang (Gyeongsang) tartomány nyugati részén ogvangde (ogwangdae) (오광대), a keleti részén jarju (yaryu) (야류) vagy tullorum (deulloreum) (들놀음), az észak-kjongszang (gyeongsang)i Andong környéki táncoké pedig pjolsingut thalnori (byeolsingut talnori) (별신굿탈놀이). A ma Észak-Korea területén található Észak-Hamgjong (Hamgyeong) tartománybeli Pukcshong (Bukcheong) híres oroszlántáncának neve szadzsa norum (saja noreum) (사자놀음).

## Története

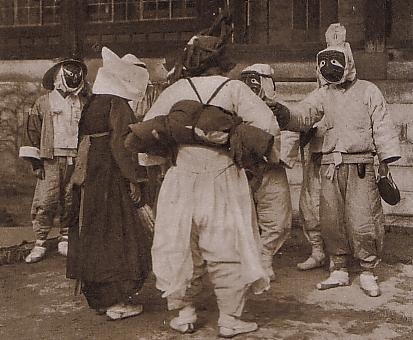
Thalcshum (Talchum)-előadás 1910 előtt

A koreai maszkos táncok eredetére többféle elképzelés is született. Az egyik hipotézis szerint ősi vallási szertartásokból fejlődött ki, majd Sillában színjátékszerűen működött, ahonnan tovább adódott Korjó (Goryeó)ba és később Csoszon (Joseon)ba szande hi (sandae hui) (산대희) néven, melyből kialakult a szande kuk (sandae geuk) (산대극), amely táncot, akrobatikát, éneklést és szatirikus színjátszást magába foglaló, összetett művészet volt. Amikor Jongdzso (Yeongjo) király idejében (1724–1776) megszűnt a királyi támogatottsága a művészetnek, az előadók szétszéledtek és országszerte továbbadták a tudásukat.
Más elméletek szerint a thalcshum (talchum) kínai hatásra alakult ki, a kínai kiak (giak) (기악) buddhista maszkos táncból, melyet egy Mimadzsi (미마지, Mimaji) nevű pekcsei (bakeje) tudós tanulmányozott a Vu (Wu)-dinasztiánál, majd feltehetően továbbított Japánba. Az elmélet szerint amikor Csoszon (Joseon)ban betiltották a buddhizmust, a szétszéledő szerzetesek egy része beállt a vándorkomédiások közé, és így terjedtek el a maszkos táncok. Mindkét elmélet szerint a maszkos táncok a felsőbb osztályokból eredtek és később kerültek az alsóbb rétegekhez.
Ezzel szemben Kim Hunggju (Kim Heung-gyu) úgy véli, a maszkos táncok párhuzamosan fejlődtek mindkét társadalmi rétegben, és más elméletek szerint a kiindulópont a sámánisztikus rituálék, melyeket aratóünnepek és egyéb mezőgazdasági ünnepek idején az egyszerű földművesek hajtottak végre termékenységi táncként. Több motívum is utal erre, például a nyár és a tél harca vagy a fiatal karakterek győzedelme az idősek felett, ami szintén a termékenységre utal. Kim úgy véli, a maszkos táncok eredetében a fenti elméletek keveredése a legvalószínűbb, vagyis ha önállóan is alakultak ki ezek a táncok egyfajta rituáléból, az évszázadok során számos befolyás érhette őket más művészeti ágakból és külföldről is, főképp Kínából.

## Típusai

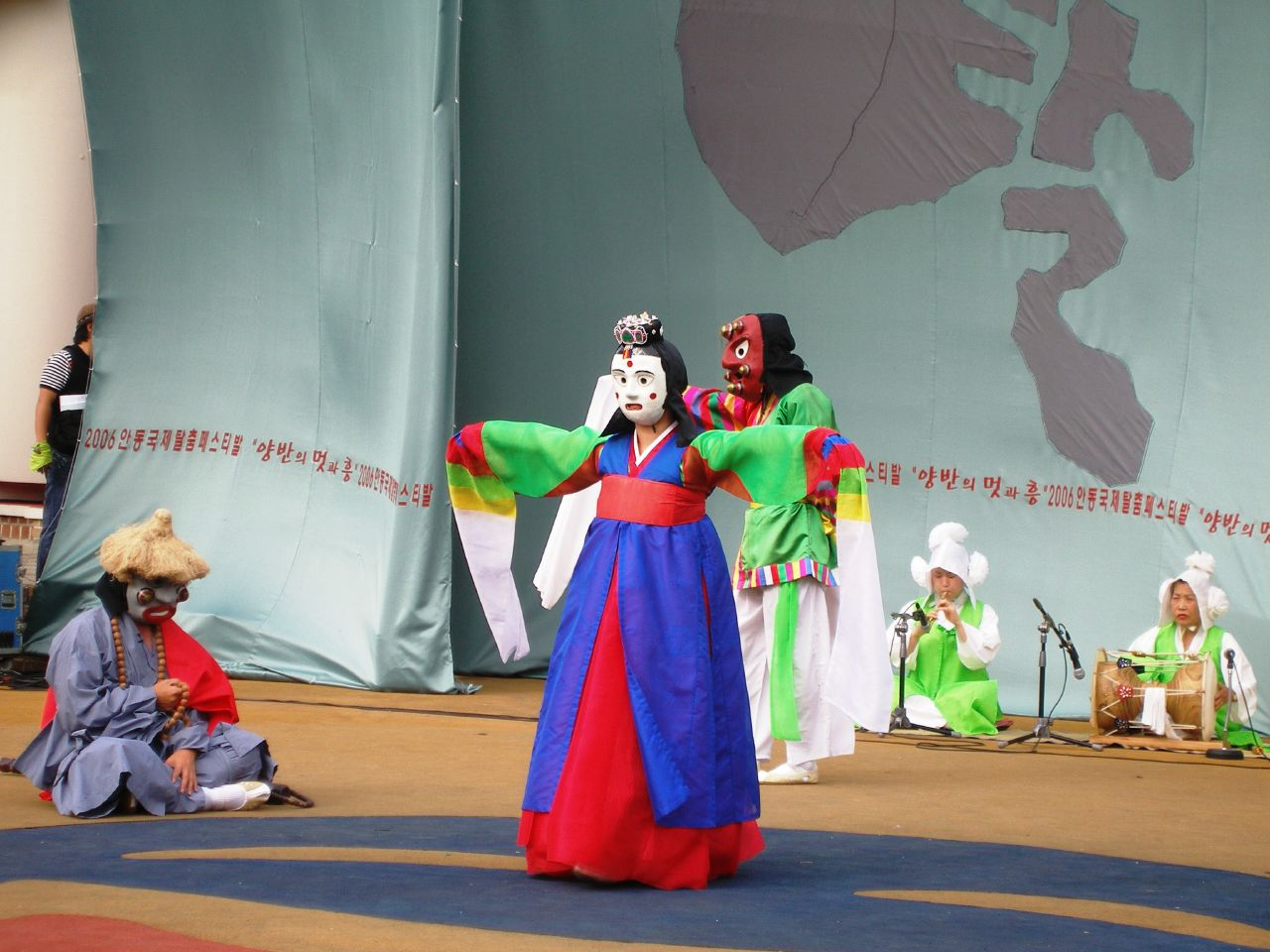
Unjul thalcshum (Eunyul talchum)

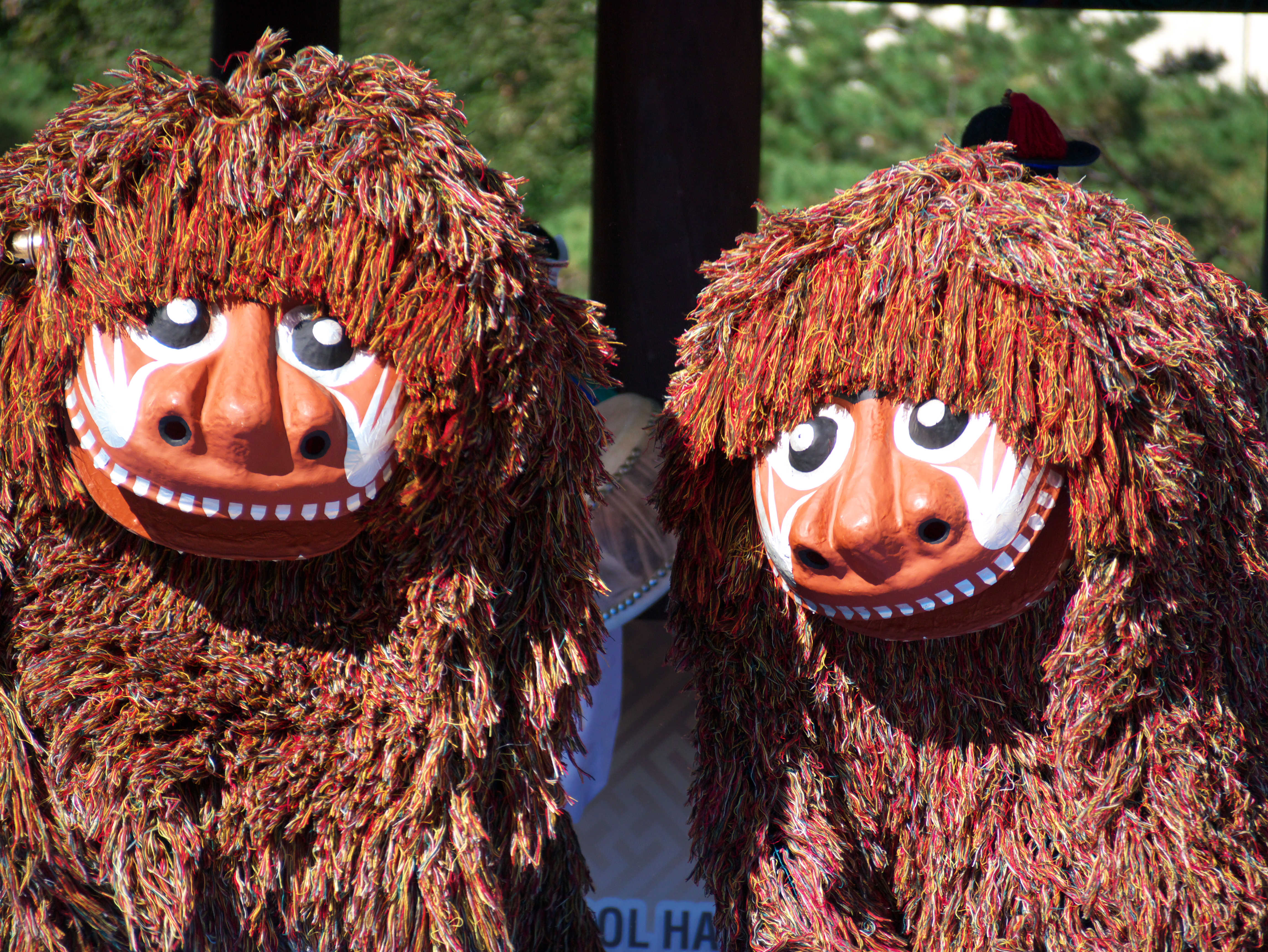
szadzsa norum (saja noreum)

A 12, Dél-Koreában fontos szellemi örökségként számon tartott maszkos tánc:
- szonanggut thalcshum (seonanggut talchum) (sámánisztikus rituálék során előadott maszkos táncok):
  - Hahö (Hahoe) pjolsingut thalnori (byeolsingut talnori)
- ogvangde (ogwangdae) (öt bohóc által előadott tánc):
  - Thongjong ogvangde (Tongyeong ogwangdae)
  - Koszong ogvangde (Goseong ogwangdae)
  - Kaszan ogvangde (Gasan ogwangdae)
- jarju (yaryu) vagy tullorum (deulloreum) (szabad ég alatt előadott maszkos táncok):
  - Szujong jarju (Suyeong yaryu)
  - Tongne jarju (Dongrae yaryu)
- szande nori (sandae nori) (Szöul és Kjonggi (Gyeonggi) környéki maszkos táncok):
  - Szongpha szande nori (Songpa sandae nori)
  - Jangdzsu szande nori (Yangju sandae nori)
- heszo thalcshum (haeseo talchum) (maszkos táncok Hvanghe (Hwanghae) tartományból):
  - Pongszan thalcshum (Bongsan talchum)
  - Kangnjong thalcshum (Gangnyeong talchum)
  - Unjul thalcshum (Eunyul talchum)
- szadzsa norum (saja noreum) (oroszlántánc)

## Felépítése, tematikája

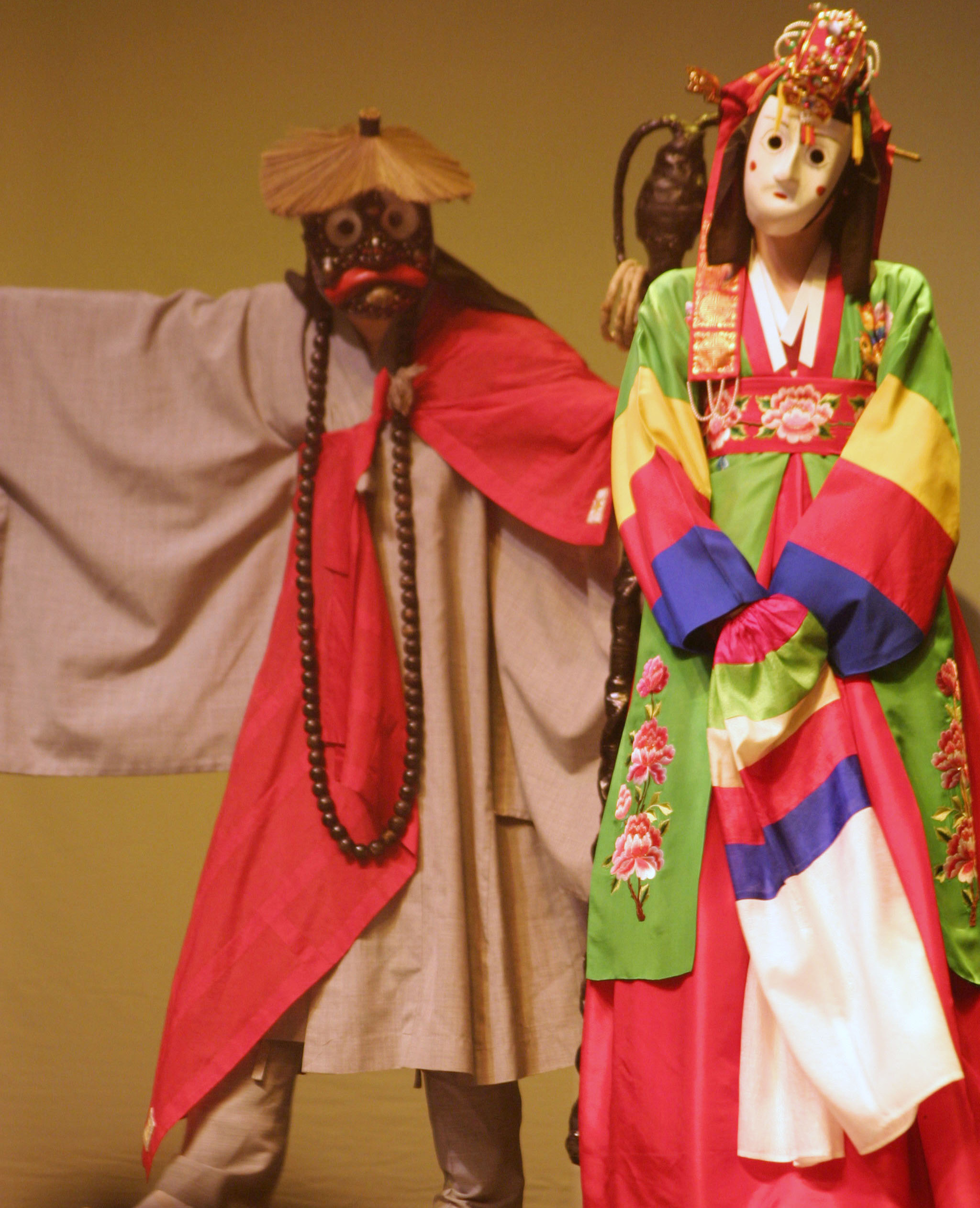
A szerzetes és a fiatal sámánnő

Egy-egy thalcshum (talchum)-előadás több felvonásból áll (kvadzsang (gwajang)), de ezek általában nem összefüggő jelenetek, hanem különálló történetek. Az előadások felépítése, stílusa régiónként eltérő, azonban vannak olyan állandó elemek, amelyek mindegyikben megtalálhatóak:
- jangban (yangban) (nemesember)-jelenet: a nemesek kifigurázására szolgál. A jelenetben egy nemesember a tudásával dicsekszik, melyet a szolgája kifiguráz, a nemes azonban észre sem veszi, hogy kinevetik.
- phagjeszung (pagyeseung) (szerzetes)-jelenet: a hitehagyott idős buddhista szerzetes jelenete, melyben a szerzetest elcsábítja egy Szomu (Somu), egy fiatal sámánnő (nevének jelentése; a történetben azonban inkább kiszeng (gisaeng)re hasonlít). Ekkor megjelenik Cshübari (Chwibari), az agglegény, aki felrója a szerzetesnek, hogy elhagyta a hitét, majd visszanyeri magának a sámánnőt és elüldözi a szerzetest.
- mijalhalmi (miyalhalmi) (öregasszony)-jelenet: a jelenet férj és feleség konfliktusáról szól, melyben az idősebb asszony elindul megkeresni férjét, akit végül megtalál egy fiatalabb szerető oldalán. Az asszony szíve megszakad és meghal, a férfi pedig az egyik verzióban sámánt hív, hogy megbékítse az asszony lelkét, a másikban temetést rendez neki. A jelenet a sámánizmus hétköznapi életben való megjelenését tükrözi.

Mindegyik jelenetnek megvannak a jellemző táncmozdulatai és kísérő zenéje. A zenét több hangszeres népi zenekar adja.